# The Witches of Karres
The Witches of Karres is een titel geschreven door James H. Schmitz. Het bestaat in drie vormen: in eerste instantie is het gepubliceerd in 1949 in het tijdschrift Astounding Science Fiction (als novelle), en is in deze vorm ook herdrukt. Later is het uitgebreid tot een volwaardig boek (1966) dat genomineerd werd voor een Hugo Award. Nog weer later werd het gemoderniseerd door Eric Flint en opnieuw als boek uitgegeven (Baen Books, 2005).
Het wordt wel geklasseerd als (wilde) space opera, maar heeft tal van fantasy-elementen. Het staat los van ander werk van James H. Schmitz: het heeft een eigen fictionele wereld.

## Fictionele wereld
Het verhaal speelt zich af in de verre toekomst waarin de mensheid vele planeten gekoloniseerd heeft en de aarde alleen nog herdacht wordt in legendes. Astrografisch centraal ligt een Keizerrijk van vele planeten, met daaromheen losse planeten (of groepjes van planeten) die zich op diverse wijzes tot dat Keizerrijk verhouden. Slavernij en piraterij zijn niet zeldzaam, maar ook wezens uit andere dimensies zorgen voor onveiligheid.

### Technologie
Kennelijk is er technisch veel mogelijk: zo vliegt de hoofdpersoon rond in een ruimteschip dat hij in zijn eentje kan bedienen en repareren. Hij heeft een losstaande bureaulamp (zonder snoer) die op atoomkracht werkt.

## Algemene karakteristieken
Het verhaal richt zich op de jong-volwassen Pausert die, op een planeet die hij bezoekt, drie zusjes uit slavernij redt. Met deze zusjes, van circa zes tot veertien jaar oud, begint hij een wilde reis door de ruimte. De conversatie blijft op een niveau dat past bij het leeftijdsniveau van de zusjes: zo volstaat een "Uh-huh!" waar andere schrijvers meerdere zinnen zouden gebruiken. 
De actie valt nergens stil en brengt steeds een nieuw aspect of een nieuwe toepassing van magie naar voren. Deze magie mag slechts heel beperkt uitgelegd worden, omdat te veel kennis schadelijk kan zijn. Al met al een laagdrempelig boek, dat het beginsel show, don't tell volgt. 

## Vervolg
Er werd een vervolg geschreven, The Wizard of Karres, met dezelfde hoofdpersonen, door Mercedes Lackey, Eric Flint, en Dave Freer (Baen Books, 2004). Daarna schreven Eric Flint and Dave Freer nog The Sorceress of Karres (2010) en The Shaman of Karres (2020).